# 426 Hippo
Hippo (asteroide 426) é um asteroide da cintura principal com um diâmetro de 127,1 quilómetros, a 2,58580995 UA. Possui uma excentricidade de 0,104674 e um período orbital de 1 792,75 dias (4,91 anos).
Hippo tem uma velocidade orbital média de 17,52609022 km/s e uma inclinação de 19,53529234º.
Esse asteroide foi descoberto em 25 de Agosto de 1897 por Auguste Charlois.